# Fábio Fonseca
Fábio Pinheiro Fonseca (sinh ngày 28 tháng 1 năm 1997) là một cầu thủ bóng đá người Bồ Đào Nha thi đấu cho Varzim S.C., ở vị trí tiền vệ.

## Sự nghiệp câu lạc bộ
Ngày 4 tháng 1 năm 2017, Fonseca có màn ra mắt cho Varzim trong trận đấu tại Cúp Liên đoàn bóng đá Bồ Đào Nha 2016–17 trước Arouca.